# Martinssonozona
Martinssonozona is een geslacht van uitgestorven kreeftachtigen uit de klasse van de Ostracoda (mosselkreeftjes).

## Soort
- Martinssonozona ordoviciana Schallreuter, 1968 †